# Keitarō Hoshino
Keitarō Hoshino (jap. 星野 敬太郎, Hoshino Keitarō; * 14. August 1969 in Yokohama, Japan; † 9. Oktober 2021) war ein japanischer Boxer im Strohgewicht. 

## Profikarriere
Im Jahre 1988 begann er seine Profikarriere. Am 6. Dezember 2000 boxte er gegen Joma Gamboa um den Weltmeistertitel des Verbandes WBA und gewann nach Punkten. Diesen Gürtel verlor er allerdings bereits in seiner ersten Titelverteidigung im April des darauffolgenden Jahres an Chana Porpaoin.
Ende Januar 2002 wurde er WBC-Weltmeister, als er Joma Gamboa erneut nach Punkten schlug. Wie schon beim ersten Mal, verlor Hoshino den Gürtel bereits in seiner ersten Titelverteidigung Ende Juli desselben Jahres an Noel Arambulet.
Im Jahre 2003 beendete er seine Karriere und eröffnete ein Boxstudio in Kakamigahara.